# Сейн Вин
Сейн Вин (бирм. နဝင်း, англ. Sein Win; 19 марта 1919 года, Моламьяйн, Британская Бирма — 29 июня 1993 года, Янгон, Мьянма) — бирманский государственный и политический деятель, генерал, премьер-министр Бирмы с 1974 по 1977 год.

## Биография
Был вторым сыном из пяти братьев и сестер. Вырос сиротой: мать умерла в год его рождения, вскоре умер и отец. Жил и рос у бабушки и дедушки в Тавое.
В 1938, незадолго до окончания школы, присоединился к школьному комитету по бойкоту в ходе общенациональной забастовки и был членом районного забастовочного комитета.
В 1940 поступил в полицию и в течение года посещал полицейскую школу в Мандалае. В 1941 закончил обучение и проходил стажировку в Тавое. Когда в том же году японские войска в ходе войны заняли Тавой, вернулся в Моламьяйн, где присоединился к Национальной армии. Участвовал в боевых действиях. Был инструктором на офицерских курсах. С 1945 майор, командир батальона, с 1947 командир бригады. После поражения японцев и занятия Рангуна отвечал за безопасность в городе. Затем был назначен военным комендантом рангунского района Инсейн. Затем был назначен комендантом Пегу.
После гибели главы страны Аун Сана в июле 1947 был переведён в Министерство внутренних дел в качестве специального офицера для формирования сил военной полиции, с 1948 подполковник. В 1952–1953 прошёл переподготовку в Великобритании, с 1953 – полковник, командующий Юго-Восточным военным округом. В 1958 занял должность начальника Объединенного комитета начальников штабов при Генштабе. Одновременно занял должность заместителя министра дорожного строительства. С 1961 бригадный генерал.
После военного переворота 2 марта 1962 – член Революционного совета. С 29 марта командующий Центральным округом. В 1964 назначен министром общественных работ и жилищного строительства.
С 1971 член исполнительного комитета правящей Партии бирманской социалистической программы. В апреле 1972 ушёл в отставку из армии, оставшись министром. После принятия в 1974 новой конституции стал членом Государственного совета Народного собрания (парламента) и премьер-министром страны.
После отставки с поста премьера в марте 1977 (из-за экономических проблем в стране)  до ноября 1985 оставался в Госсовете.
Имел 7 детей.